# Cylindraspis
Genre
Espèces de rang inférieur
- † Cylindraspis indica (Schneider, 1783)
- † Cylindraspis inepta (Günther, 1873)
- † Cylindraspis peltastes (Duméril & Bibron, 1835)
- † Cylindraspis triserrata (Günther, 1873)
- † Cylindraspis vosmaeri (Suckow, 1798)

Synonymes
- Chelonura Rafinesque, 1832

Cylindraspis est un genre éteint  de tortues de la famille des Testudinidae.

## Répartition
Les cinq espèces de ce genre se rencontraient aux Mascareignes.

## Liste des espèces
Selon TFTSG (24 juin 2011) :
- Cylindraspis indica (Schneider, 1783)
- Cylindraspis inepta (Günther, 1873)
- Cylindraspis peltastes (Duméril & Bibron, 1835)
- Cylindraspis triserrata (Günther, 1873)
- Cylindraspis vosmaeri (Suckow, 1798)

## Publication originale
- (de) Fitzinger, 1835 : Entwurf einer systematischen Anordnung der Schildkröten nach den Grundsätzen der natürlichen Methode. Annalen des Wiener Museums der Naturgeschichte, vol. 1, p. 105-128 (texte intégral).